# Karlu Karlu

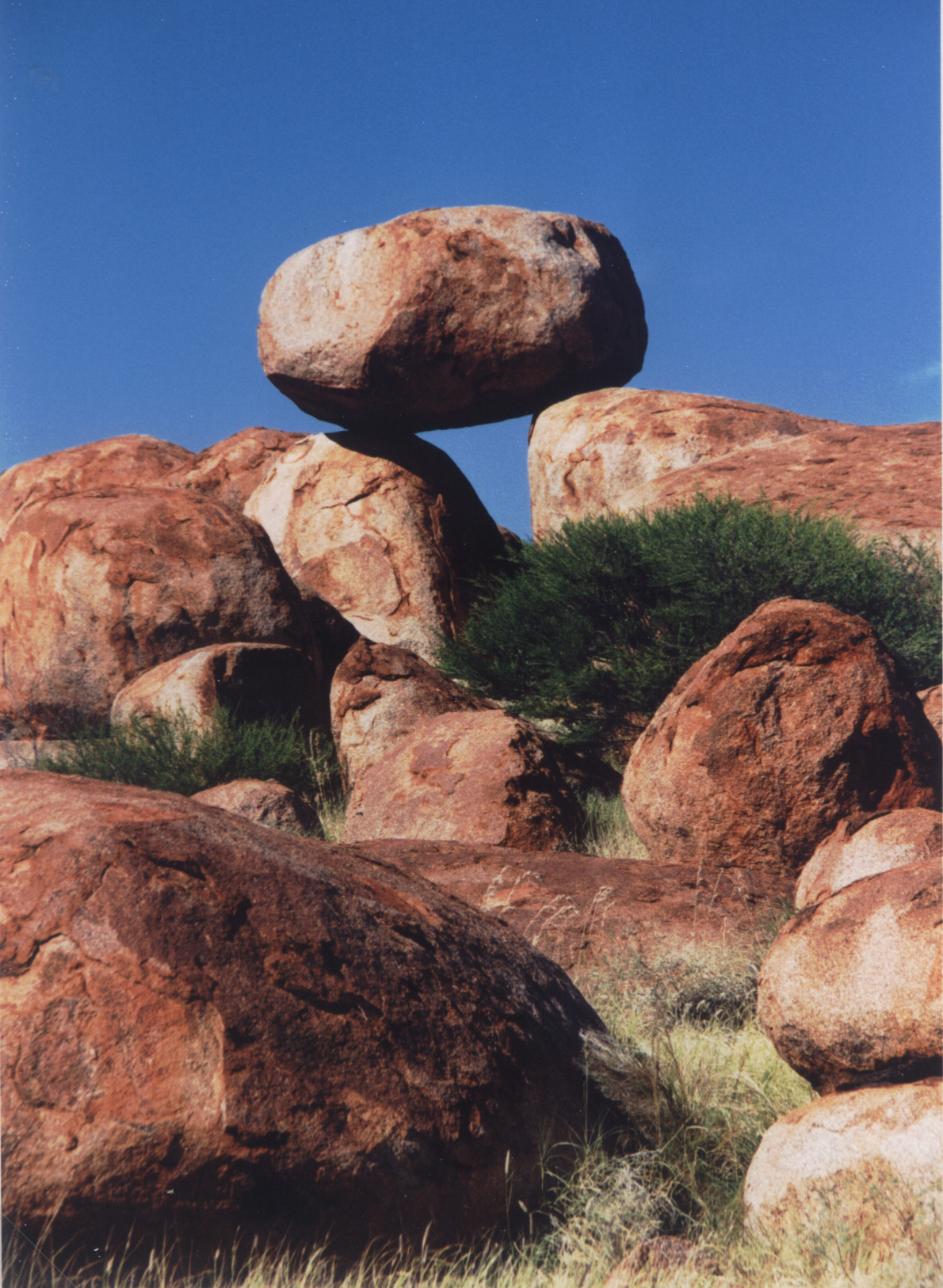
Karlu Karlu

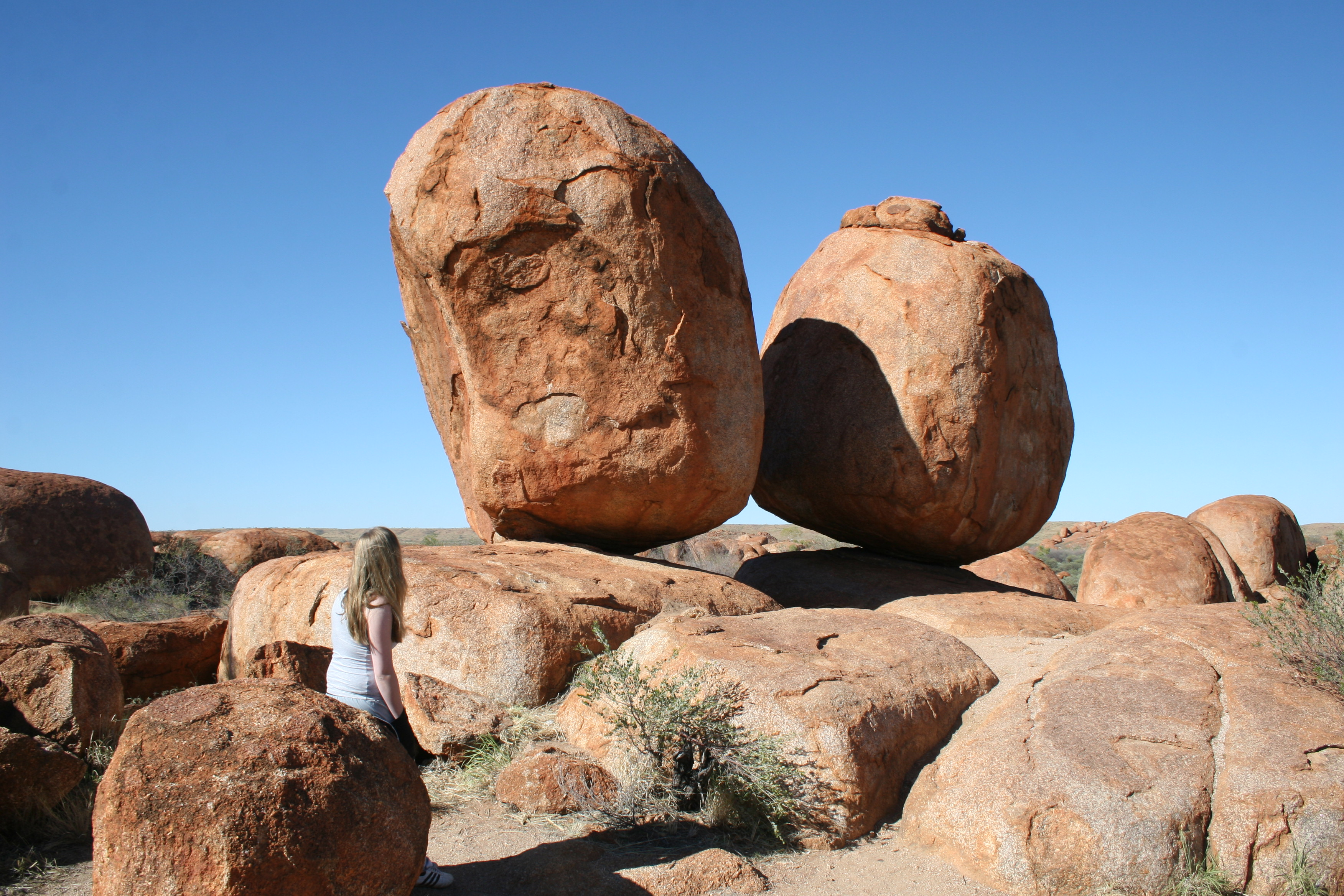
Größenvergleich der Marbles

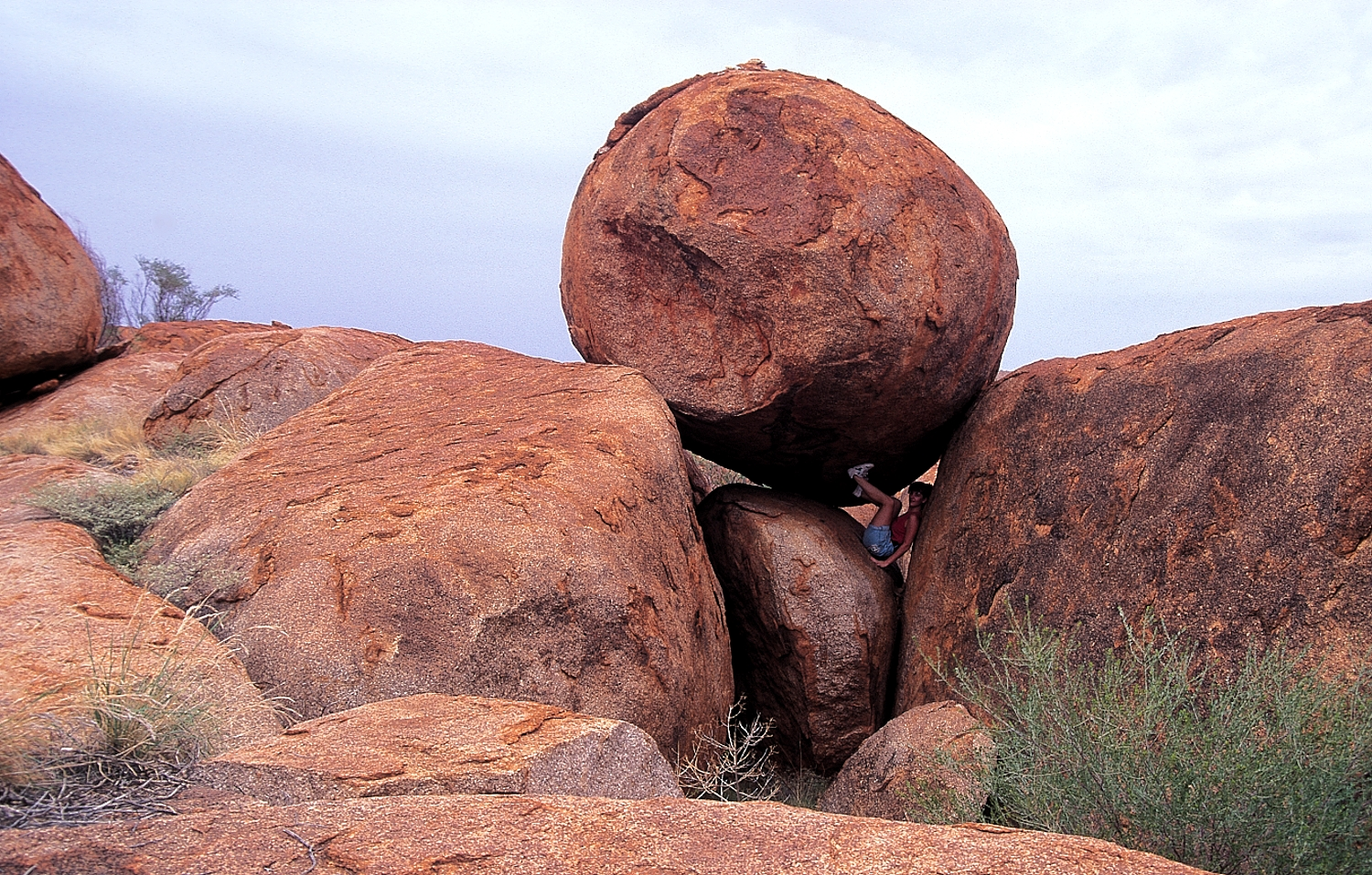
Größenvergleich aus anderer Sicht

Karlu Karlu, auch bekannt als Karlwekarlwe oder Devil’s Marbles (englisch für Murmeln des Teufels), ist eine heilige Stätte der Aborigines (genauer der Kaytetye, der Warumungu, der Anmatyerre und der Alyawarre) in der australischen Wüste. Sie liegt etwa 100 Kilometer südlich des Ortes Tennant Creek im Northern Territory in Zentralaustralien (Red Centre). Das Gebiet umfasst einige tausend runde Granitfelsen.

## Etymologie
Die Bedeutung des Begriffs Karlu Karlu ist rundes Objekt. Für die Aborigines umfasst der Name aber mehr als eine einfache Beschreibung der Sachlage. Nach ihrer Überlieferung handelt es sich bei den Felsen um die Eier der Regenbogenschlange aus der Traumzeit. Die Stätte spielt daher in den Zeremonien und Legenden der Ureinwohner eine sehr große Rolle. Bei den meisten damit in Verbindung stehenden Ritualen und Geschichten handelt es sich um geheimes Wissen, welches Außenstehenden nicht zugänglich gemacht wird. Bekannt ist jedoch, dass die Ureinwohner davon überzeugt sind, dass Wesen aus der Traumzeit in den Höhlen unter Steinen wohnen.

## Geologie und Entstehung

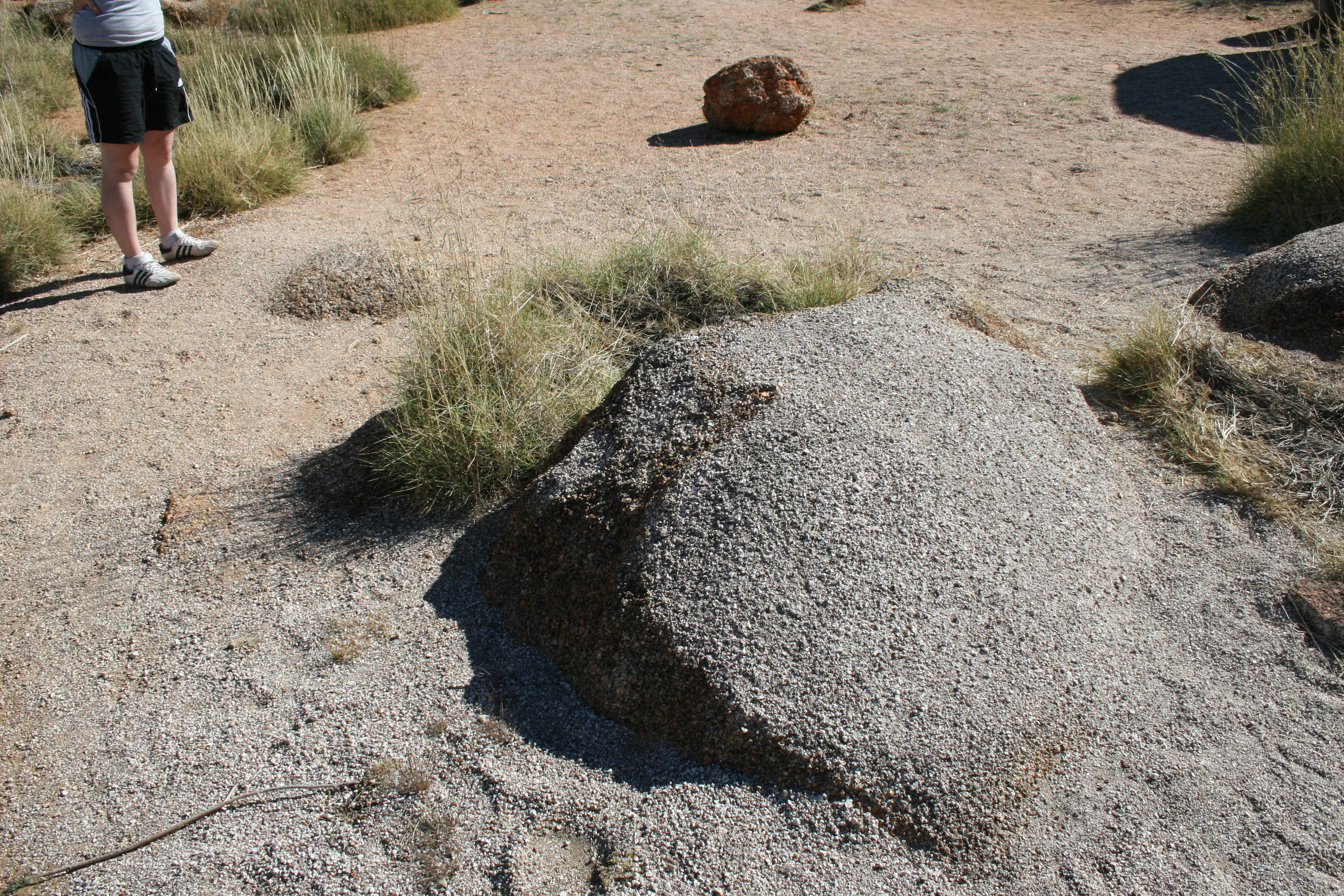
Freiwitterung eines unterirdischen Marble im Vordergrund, halblinks dahinter eine tiefer liegende Marble und in der Mitte oben eine kleine freigewitterte Marble

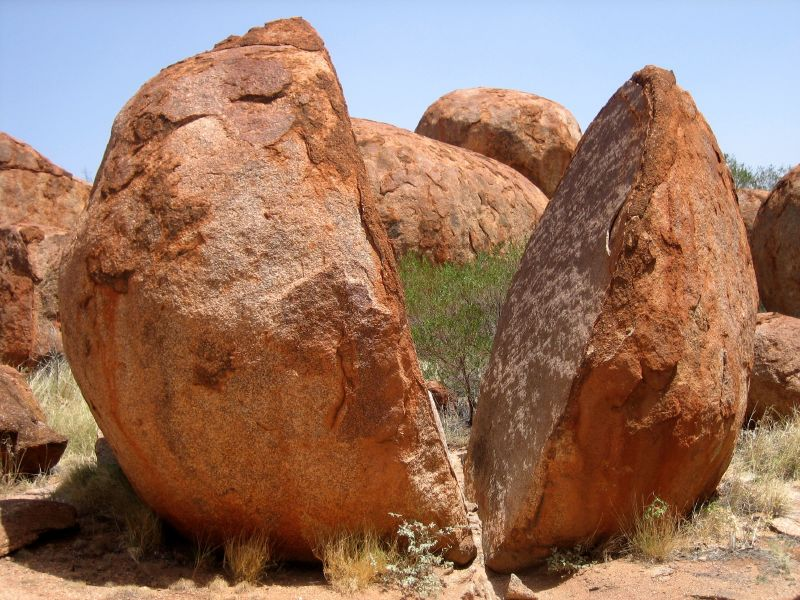
Ein durch Kernsprung geteilter Felsen

Unter den Karlu Karlu befindet sich ein Granitvorkommen, ein Teil der Davenport Range, das durch Verwitterungsprozesse des darüber liegenden Gesteins oberflächennah hervortritt. Bei den kugelförmigen Teufelsmurmeln handelt sich um rundgeformte Felsen aus Granit, die durch Verwitterung und Erosion entstanden sind (siehe Galerie weiter unten). Diese Verwitterungsform, die sich insbesondere bei Hartgesteinen vollzieht, wird als Wollsackverwitterung bezeichnet. Sie ist nicht nur am Karlu Karlu zu sehen, sondern vollzieht sich an vielen Orten der Welt – allerdings befinden sich an keinem Ort der Erde derart gehäuft rundverwitterte Felsen dieser Größe.
Bei der Entstehung der großen „Murmeln“ handelt es sich um Prozesse der Desquamation, die als „Abschuppung“ der Steinoberflächen zu verstehen ist. Die im Granit befindlichen Minerale (Feldspat, Quarz und Glimmer) haben unterschiedliche thermische Ausdehnungswerte, sodass sich ihr Volumen bei Temperaturschwankungen unterschiedlich verändert, wodurch sich Mineralkörner aus dem Gesteinsverband lösen. Ferner beschleunigt Wind mit Sand diese Prozesse, da er wie ein Sandstrahlgebläse wirkt und so zusätzlich zur physikalischen Verwitterung beiträgt. Die abgewitterten Körner werden durch Wind oder Regen abtransportiert. Letztendlich besteht der Sand, der die Marbles umgibt, aus dem ursprünglichen Granitgestein. Man nennt den gesamten Vorgang auch Vergrusung.
Die rötliche Färbung der Marble entsteht durch ein Eisenoxid, das Hämatit.

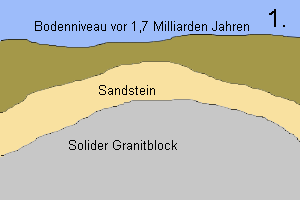
Entstehung 1
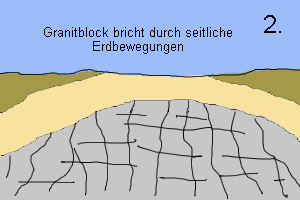
Entstehung 2
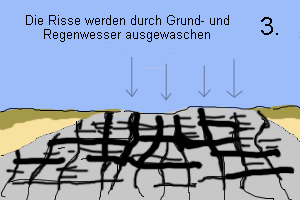
Entstehung 3
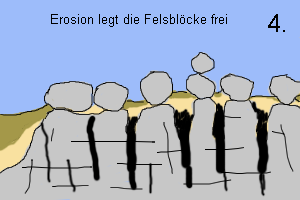
Entstehung 4

## Konflikte
Ein mehr als acht Tonnen schwerer Granitbrocken aus Karlu Karlu wurde im November 1952 über 480 Kilometer weit nach Alice Springs verbracht, um dort das Grab des am 5. Mai 1951 gestorbenen Reverend John Flynn zu schmücken.
Der 1880 geborene Flynn gründete 1939 den Royal Flying Doctor Service of Australia, der für die medizinische Versorgung im Outback Australiens nach wie vor unverzichtbar ist.
Der Fels über dem Grab wurde auf Wunsch seiner Witwe errichtet, angeblich inspiriert durch die Geschichten um jenen Fels, der das Grab Jesu Christi versiegeln sollte. Nachdem man in den umliegenden MacDonnell Ranges keinen entsprechenden Felsbrocken finden konnte, wurde eine der Devil’s Marbles nach Alice Springs transportiert – ohne Rücksprache mit den Kaytetye- und Warumungu-Aborigines, den traditionellen Hütern des Heiligtums Karlu Karlu.
Da für die Aborigines jeder der Felsen von spiritueller Bedeutung ist, gab es bereits in den frühen 1950er Jahren Bemühungen, den Felsen nach Karlu Karlu zurückzubringen. Dies gelang jedoch erst 1999, als der Felsen nach vielen Gesprächen und Verhandlungen wieder an seinen Ursprungsort zurückkam.
Als Geste des Respekts gegenüber Reverend Flynn stifteten die Arrente-Aborigines aus Alice Springs einen Stein von ihrem Land, um den Felsen aus Karlu Karlu zu ersetzen.
Mit den Pebbles liegt eine ähnliche Formation verwitterter Granitkugeln, die ebenfalls spirituelle Bedeutung hat, zwölf Kilometer nördlich von Tennant Creek. Auch dort kam es infolge der Entfernung eines Steins sowie vor einem Verwertungsvorhaben eines Bergbauunternehmers zu Protesten.